# Saison 2016 de l'équipe cycliste Boels Dolmans
La saison 2016 de l'équipe cycliste Boels Dolmans est la septième de la formation. 
L'effectif est quasiment stable avec seulement l'arrivée de la coureuse de courses par étapes Canadienne Karol-Ann Canuel et de la spécialiste du cyclo-cross britannique Nikki Harris, tandis que Sanne van Paassen quitte l'équipe.
L'équipe domine la saison 2016. Sur le plan collectif, elle remporte le classement UCI, le classement de l'UCI World Tour et le championnat du monde du contre-la-montre par équipes. Ses membres gagnent neuf des quinze épreuves de l'UCI World Tour, dont le Tour des Flandres et le Tour d'Italie. Au total, plus de trente-cinq victoires. Sur le plan individuel, Amalie Dideriksen gagne le championnat du monde sur route. Evelyn Stevens devient détentrice du record de l'heure pour son ultime saison professionnelle. Lizzie Armitstead domine les classiques de printemps. Megan Guarnier termine la saison à la première place de l'UCI World Tour et du classement UCI. Seuls les Jeux olympiques font figure de déception, aucune membre de l'équipe n'obtenant de médaille.

## Préparation de la saison

### Partenaires et matériel de l'équipe

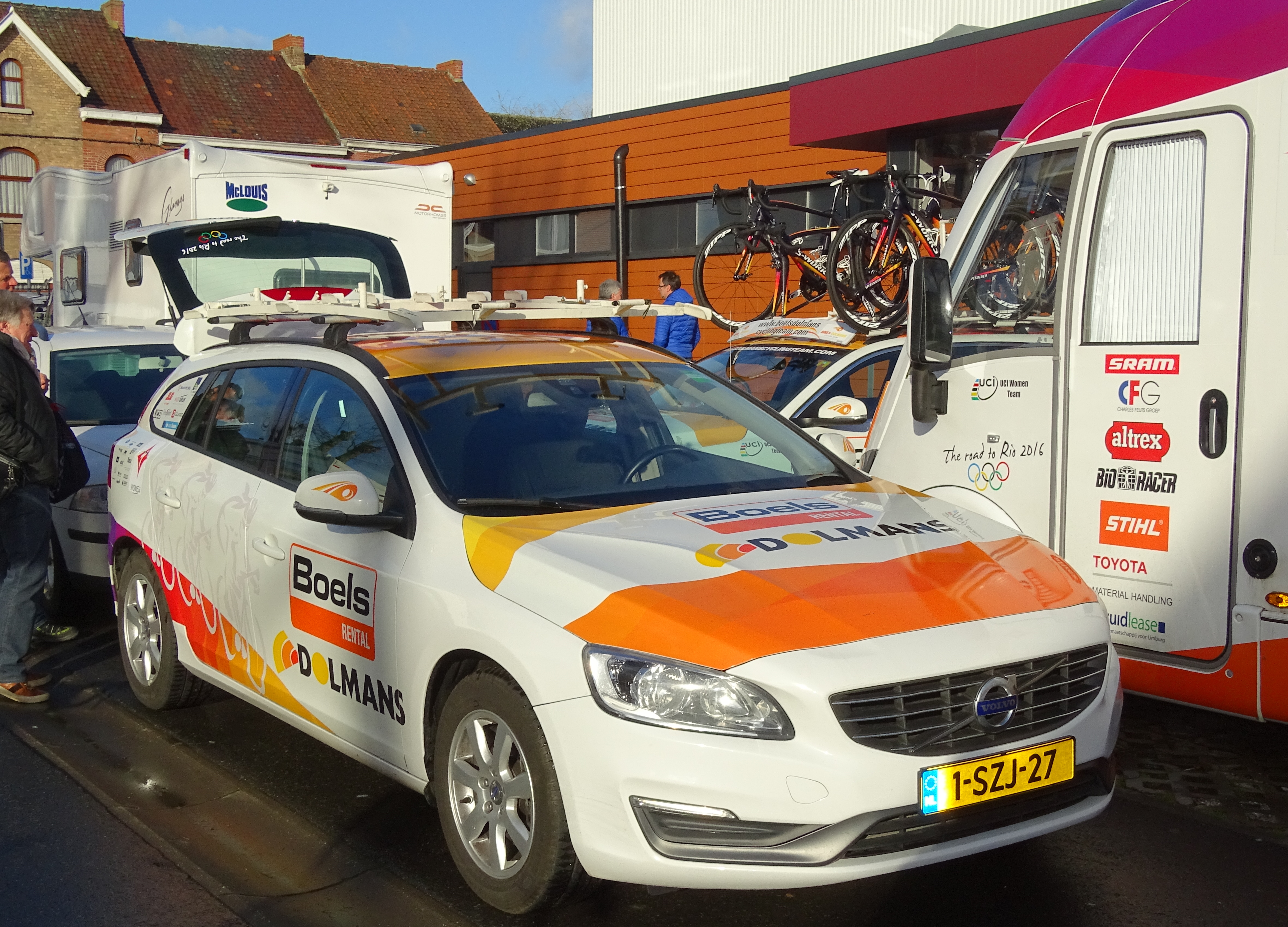
Véhicule de l'équipe

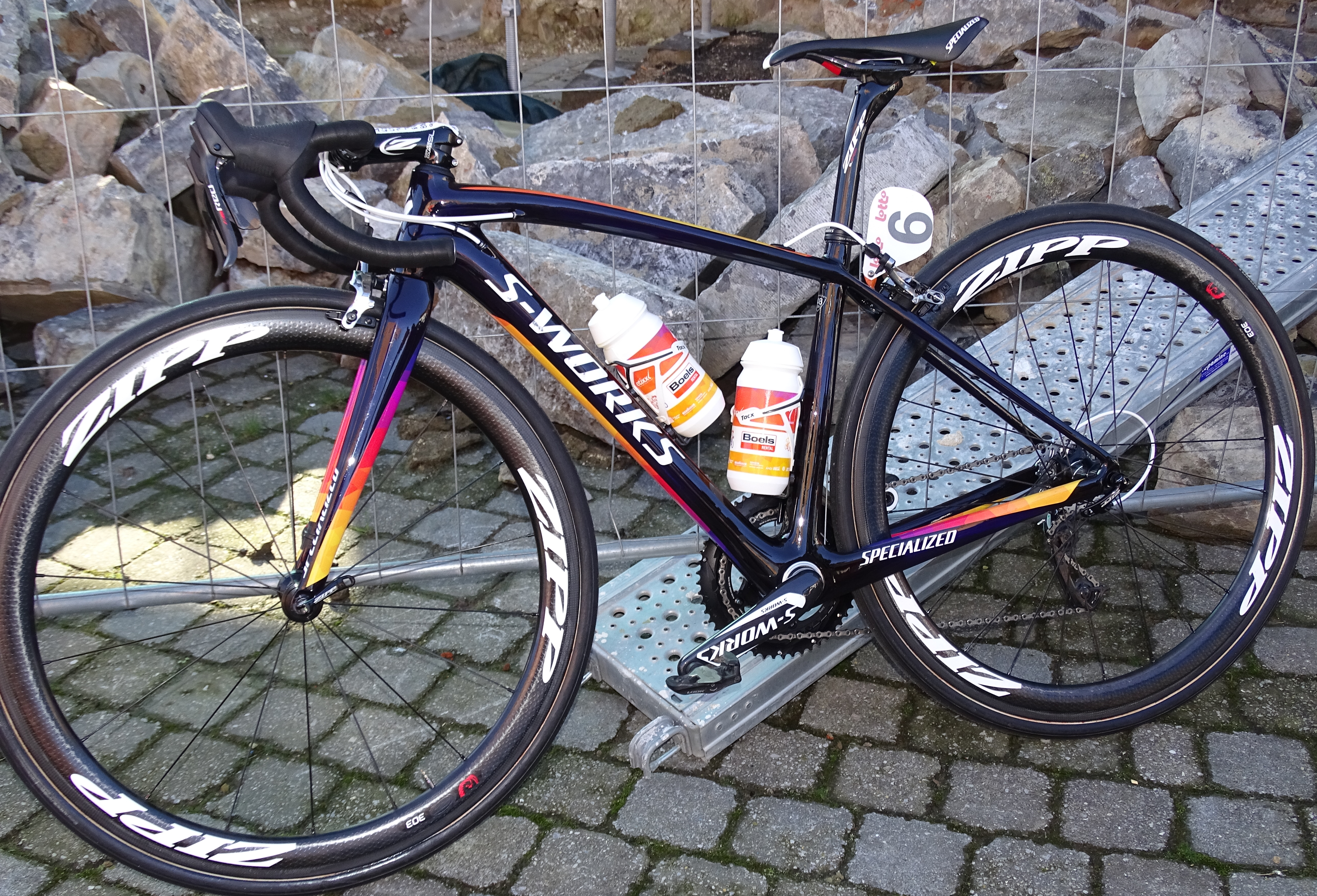
Vélo de l'équipe (ici celui de Karol-Ann Canuel)

L'équipe est parrainée par Boels Rental, une société de location de matériel de chantier et bricolage, et par Dolmans Landscaping Group une société de paysagisme. De nombreux autres partenaires apportent leur soutien financier à l'équipe. La marque d'équipement cycliste Specialized apporte également à partir de cette saison son soutien financier à l'équipe. L'entreprise d'habillement sportif Lululemon Athletica est également un partenaire de l'équipe.
Au niveau matériel, l'équipe utilise des vélos Specialized, équipés  de groupe SRAM, de roues Zipp. La marque Etixx fournit la nutrition.

### Arrivées et départs
L'effectif est quasiment stable avec seulement l'arrivée de la coureuse de courses par étapes et championne national du contre-la-montre Canadienne Karol-Ann Canuel et de la spécialiste du cyclo-cross britannique Nikki Harris. Au niveau des départs, seule Sanne van Paassen quitte l'équipe. C'est également une spécialiste du cyclo-cross.
| Arrivées         | Équipe 2015  |
| ---------------- | ------------ |
| Karol-Ann Canuel | Velocio-SRAM |
| Nikki Harris     | Amateur      |

| Départs           | Équipe 2016 |
| ----------------- | ----------- |
| Sanne van Paassen |             |

## Effectif et encadrement

### Effectif
| Cycliste            | Date de naissance | Nationalité | Équipe 2015           |  |
| ------------------- | ----------------- | ----------- | --------------------- |  |
| Lizzie Armitstead   | 18 décembre 1988  | Royaume-Uni | Boels Dolmans         |  |
| Chantal Blaak       | 22 octobre 1989   | Pays-Bas    | Boels Dolmans         |  |
| Karol-Ann Canuel    | 18 avril 1988     | Canada      | Velocio-SRAM          |  |
| Demi de Jong        | 11 février 1995   | Pays-Bas    | Boels Dolmans         |  |
| Amalie Dideriksen   | 24 mai 1996       | Danemark    | Boels Dolmans         |  |
| Megan Guarnier      | 4 mai 1985        | États-Unis  | Boels Dolmans         |  |
| Nikki Harris        | 30 décembre 1986  | Royaume-Uni | Amateur               |  |
| Romy Kasper         | 5 mai 1988        | Allemagne   | Boels Dolmans         |  |
| Christine Majerus   | 25 février 1987   | Luxembourg  | Boels Dolmans         |  |
| Katarzyna Pawłowska | 16 août 1989      | Pologne     | Boels Dolmans         |  |
| Evelyn Stevens      | 9 mai 1983        | États-Unis  | Specialized-Lululemon |  |
| Ellen van Dijk      | 2 février 1987    | Pays-Bas    | Boels Dolmans         |  |

Portraits
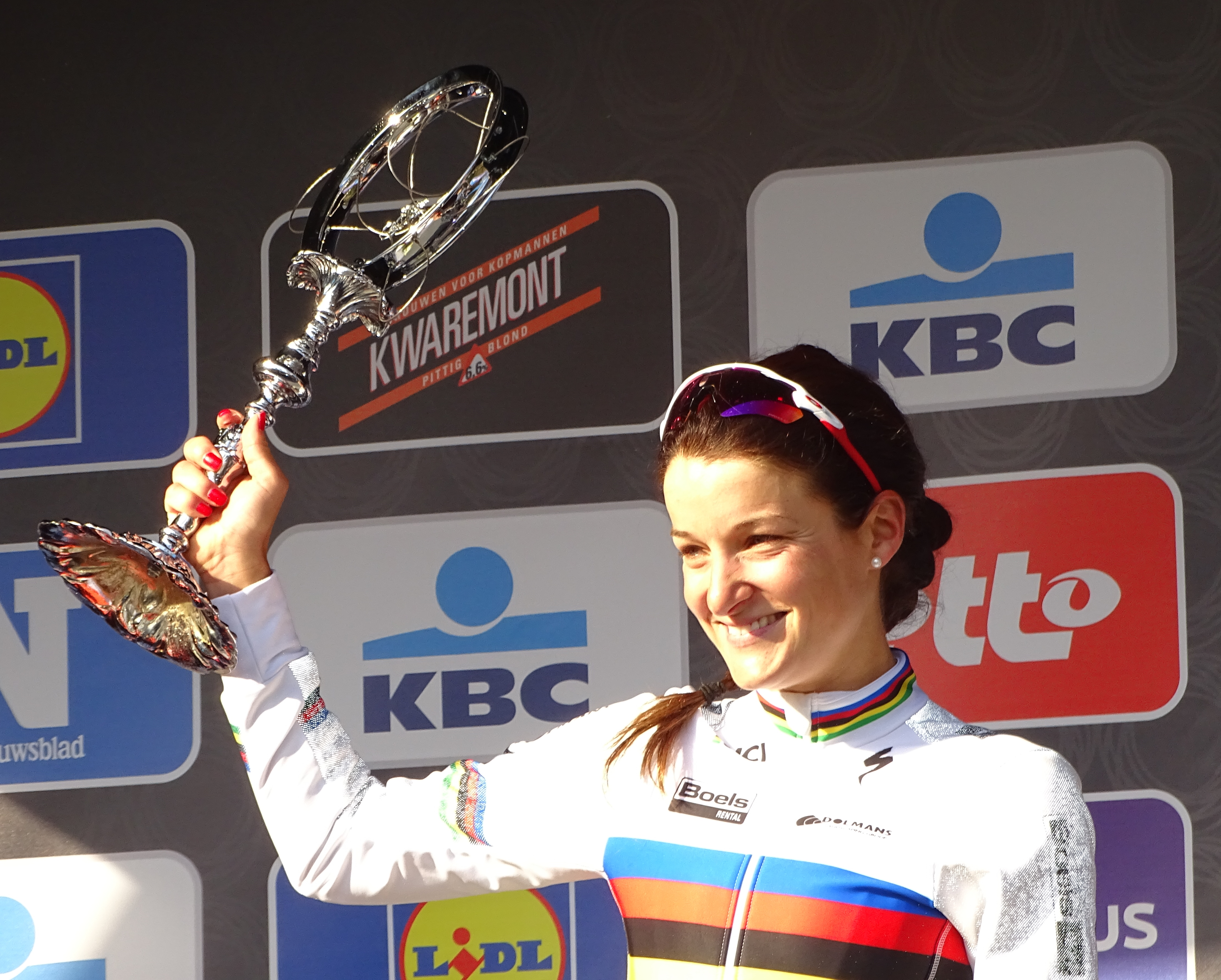
Elizabeth Armitstead.
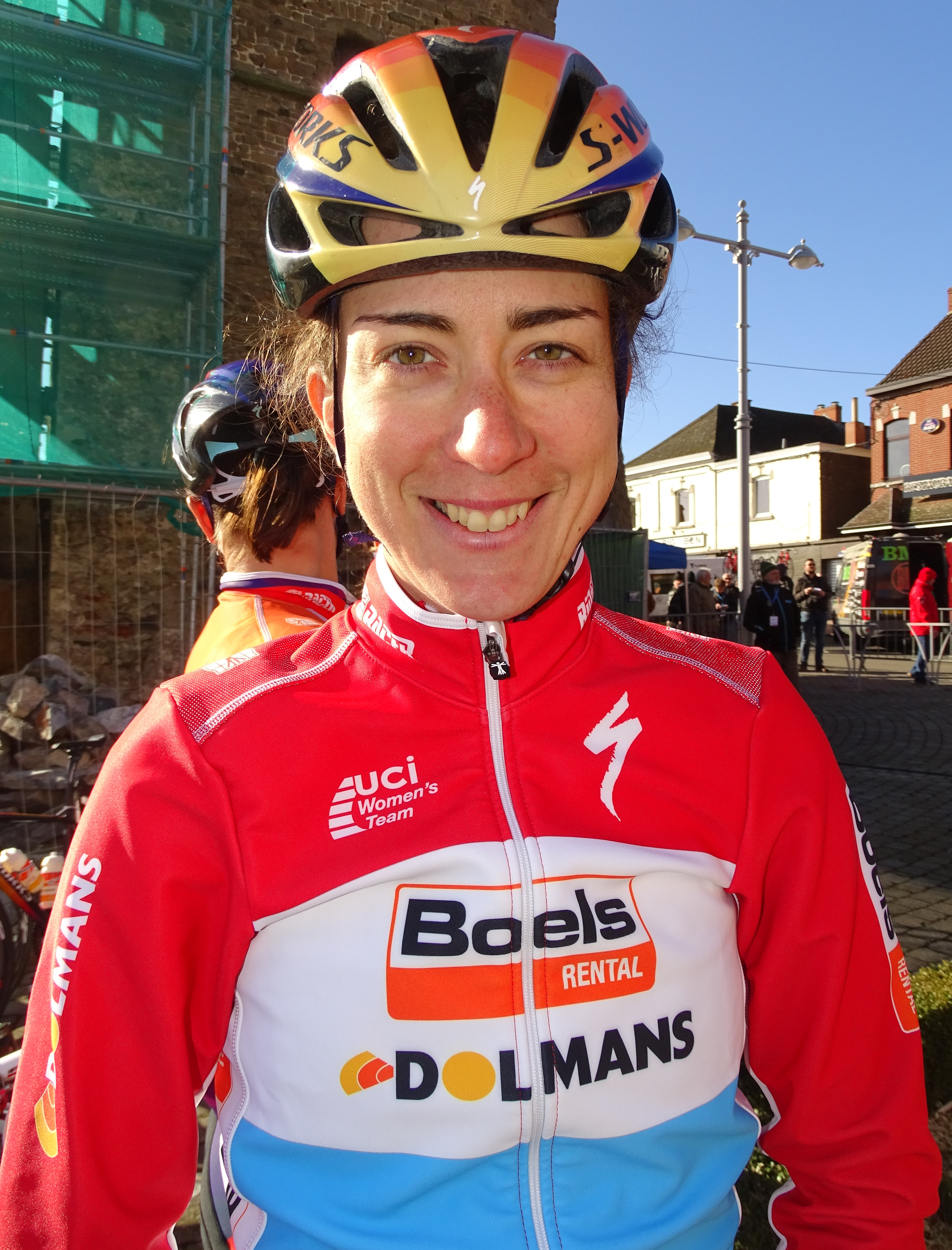
Christine Majerus.
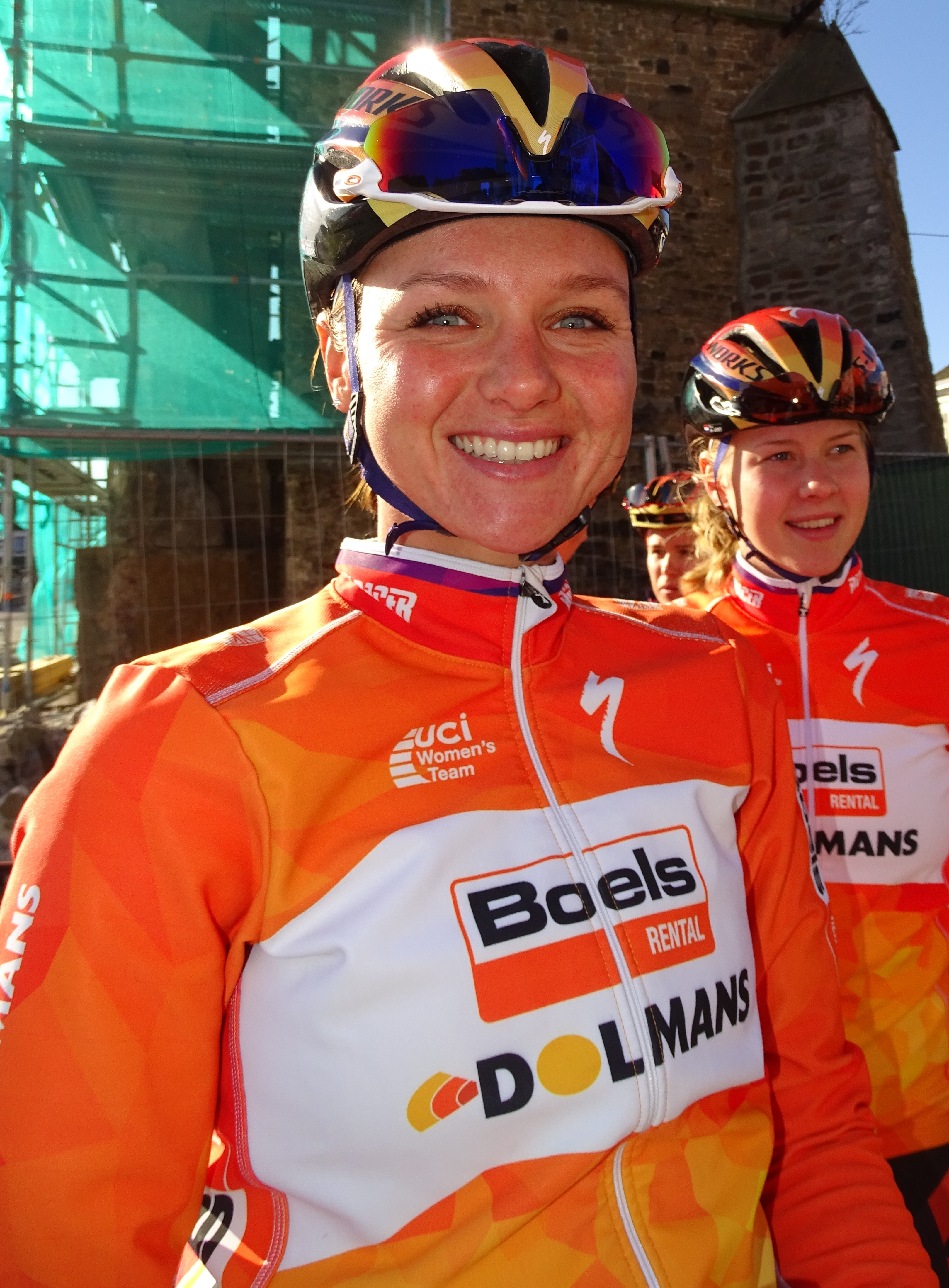
Chantal Blaak.
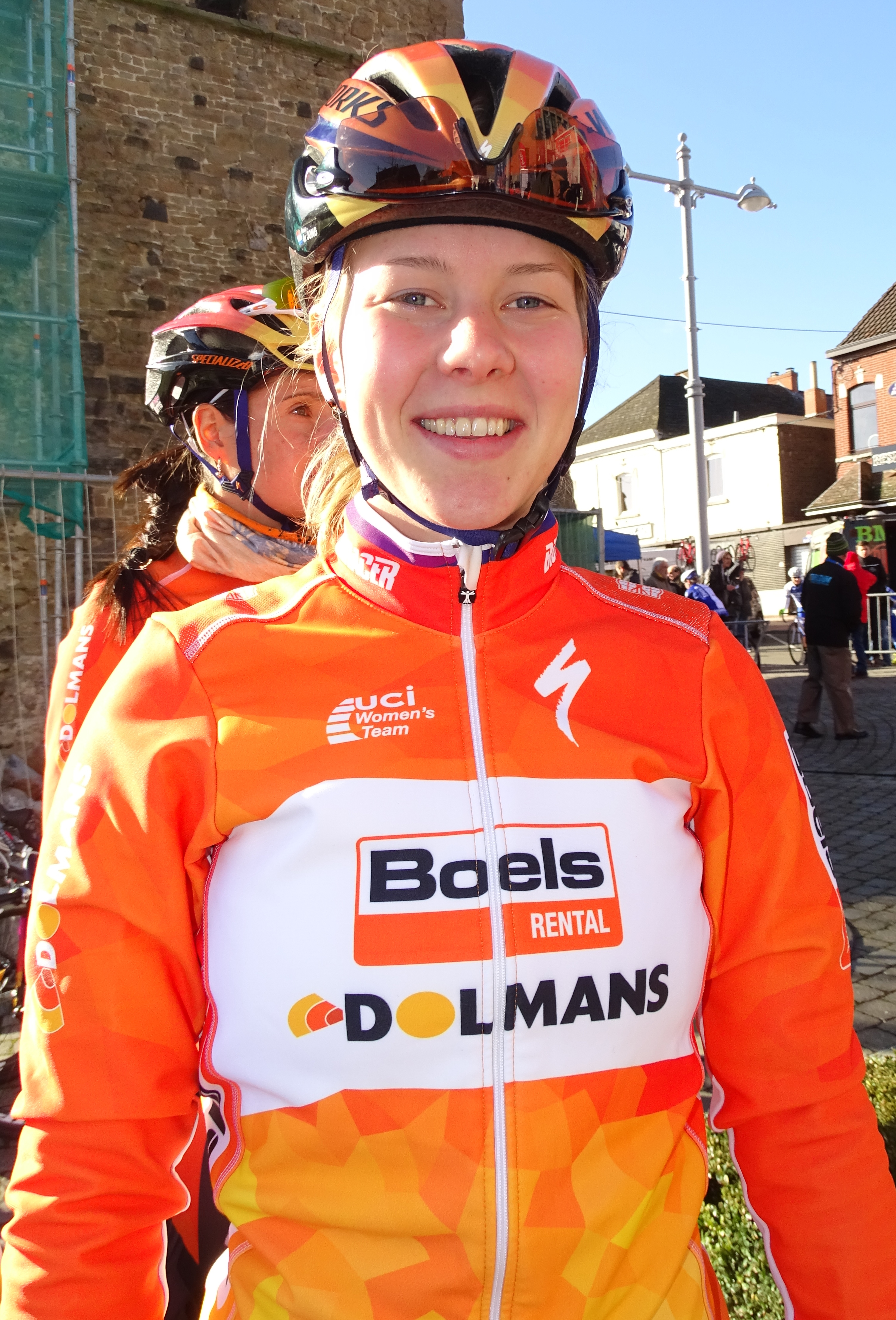
Demi de Jong.
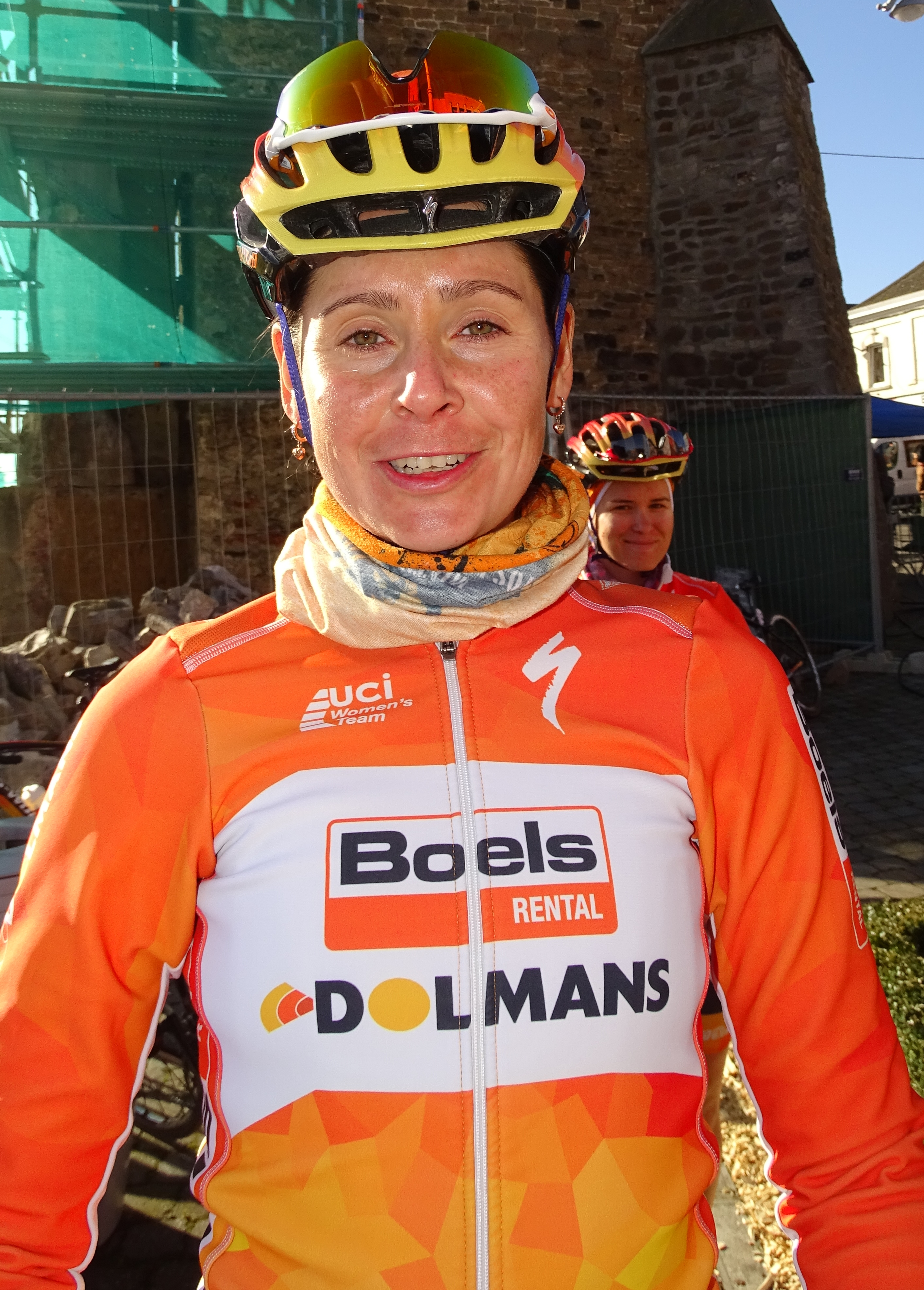
Nikki Harris.
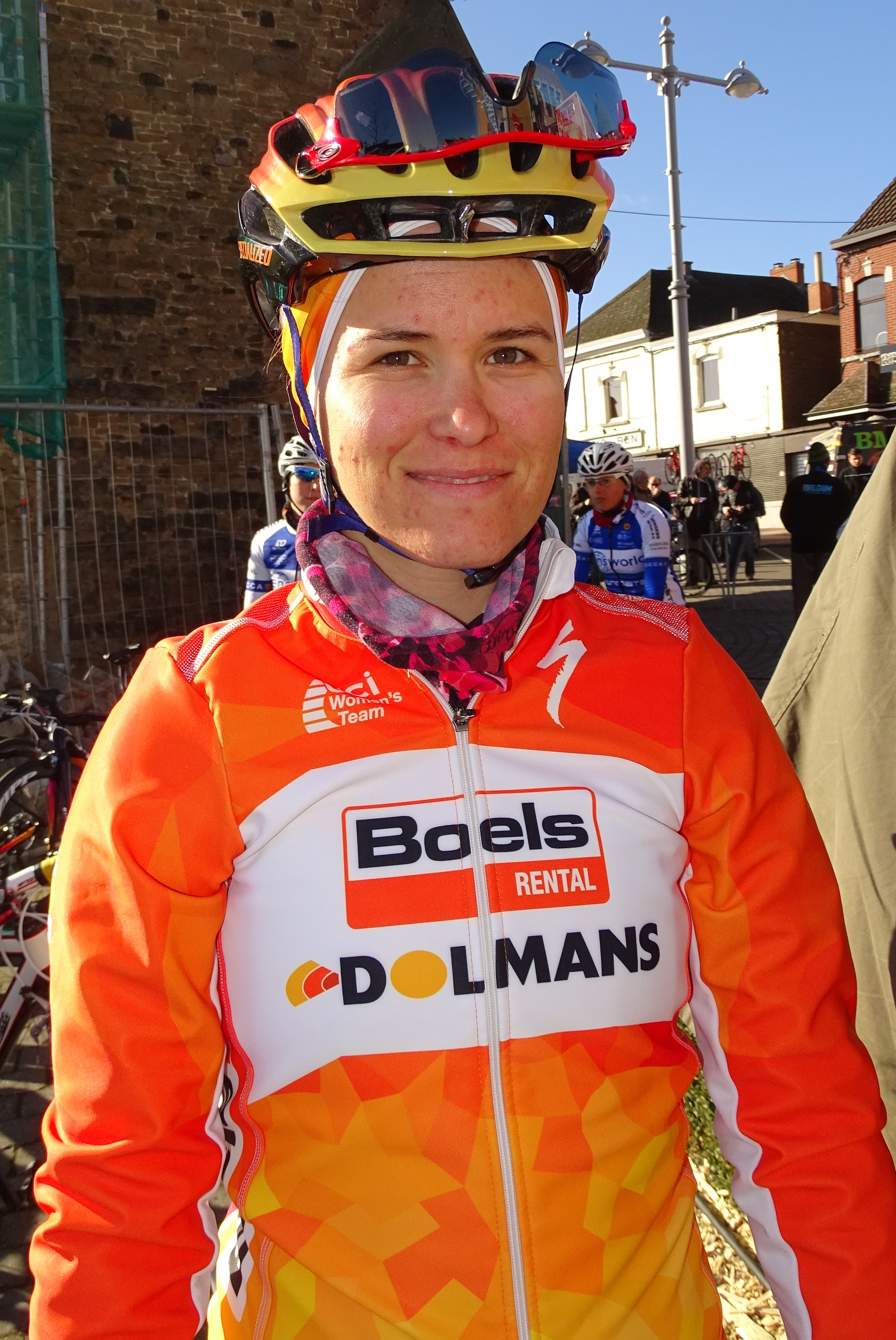
Karol-Ann Canuel.

### Encadrement
Le directeur sportif de l'équipe est Danny Stam, son adjoint Bram Sevens. Le représentant de l'équipe auprès de l'UCI est Marten de Lange.

## Déroulement de la saison

### Février

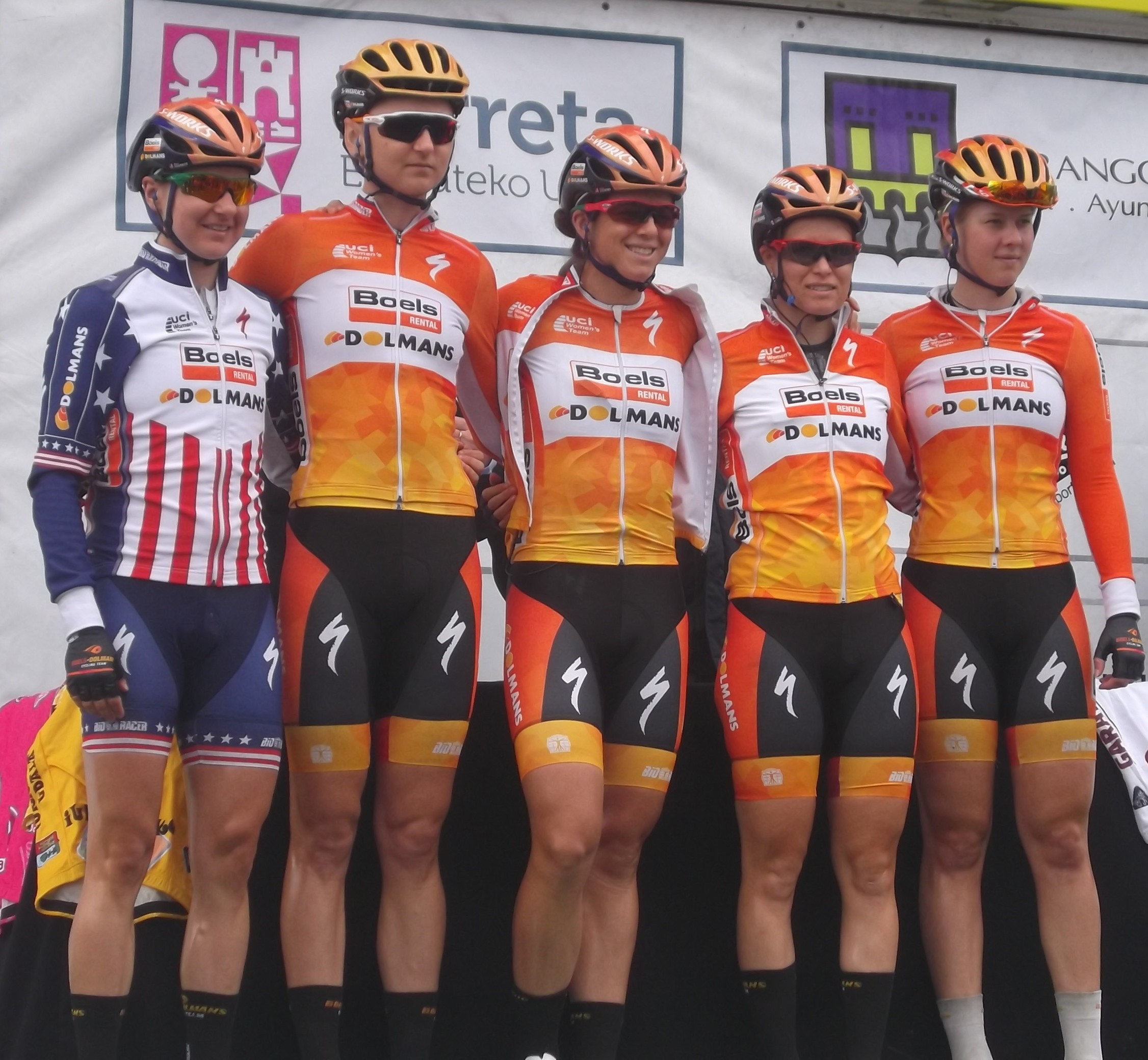
Evelyn Stevens devient la nouvelle détentrice du record de l'heure (au centre, ici à l'Emakumeen Bira)

La saison sur route commence au Tour du Qatar. Après une première étape où Chantal Blaak se classe quatrième, l'équipe prend l'échappée de vingt-cinq coureuses durant la deuxième étape. À trois kilomètres de la ligne, Katrin Garfoot, Amy Pieters, Trixi Worrack et Romy Kasper se détachent. Cette dernière finit quatrième. Les poursuivantes arrivent près d'une minute après les quatre coureuses. Le lendemain, une bordure se déclenche dès le premier kilomètre. Ellen van Dijk, Christine Majerus et Romy Kasper en font partie mais pas la leader du classement général Katrin Garfoot. L'équipe travaille dans le final afin de rattraper Gracie Elvin. Une fois reprise, Ellen van Dijk place une accélération à 1 500 mètres de la ligne et s'impose en solitaire. Elle avait déjà gagné la même étape l'année précédente. Romy Casper remonte à la deuxième place du classement général, Ellen van Dijk à la troisième, tandis que Trixi Worrack en prend la tête. L'équipe de cette dernière ne laisse pas à Romy Casper et Ellen van Dijk l'opportunité d'attaquer sur la dernière étape. Le classement général reste donc inchangé.
Le 27 février, Evelyn Stevens bat le record de l'heure, détenu par Bridie O'Donnell depuis le 22 janvier, sur la piste de Colorado Springs. Ce vélodrome (en) rénové en 2015, est le centre d'entraînement de la sélection nationale américaine. Sa piste est longue de 333 m et se situe à environ 1 800 m d'altitude. Elle établit la marque de 47,980 km,.
Au circuit Het Nieuwsblad, l'équipe durcit la course dans les ascensions. Ellen van Dijk attaque dans le Molemberg mais se fait reprendre dans la Paddestraat. Dix kilomètres plus tard, Lizzie Armitstead se détache du peloton grâce à une légère accélération, elle déclare après la course ne pas avoir eu l'intention d'attaquer. Elle est suivie par Gracie Elvin, qui ne coopère pas. Après un moment de surplace, la Britannique attaque de nouveau et se retrouve seule en tête. Elle conserve son avance jusqu'à la ligne. Chantal Blaak gagne le sprint du peloton. L'équipe réalise donc le doublet.

### Mars

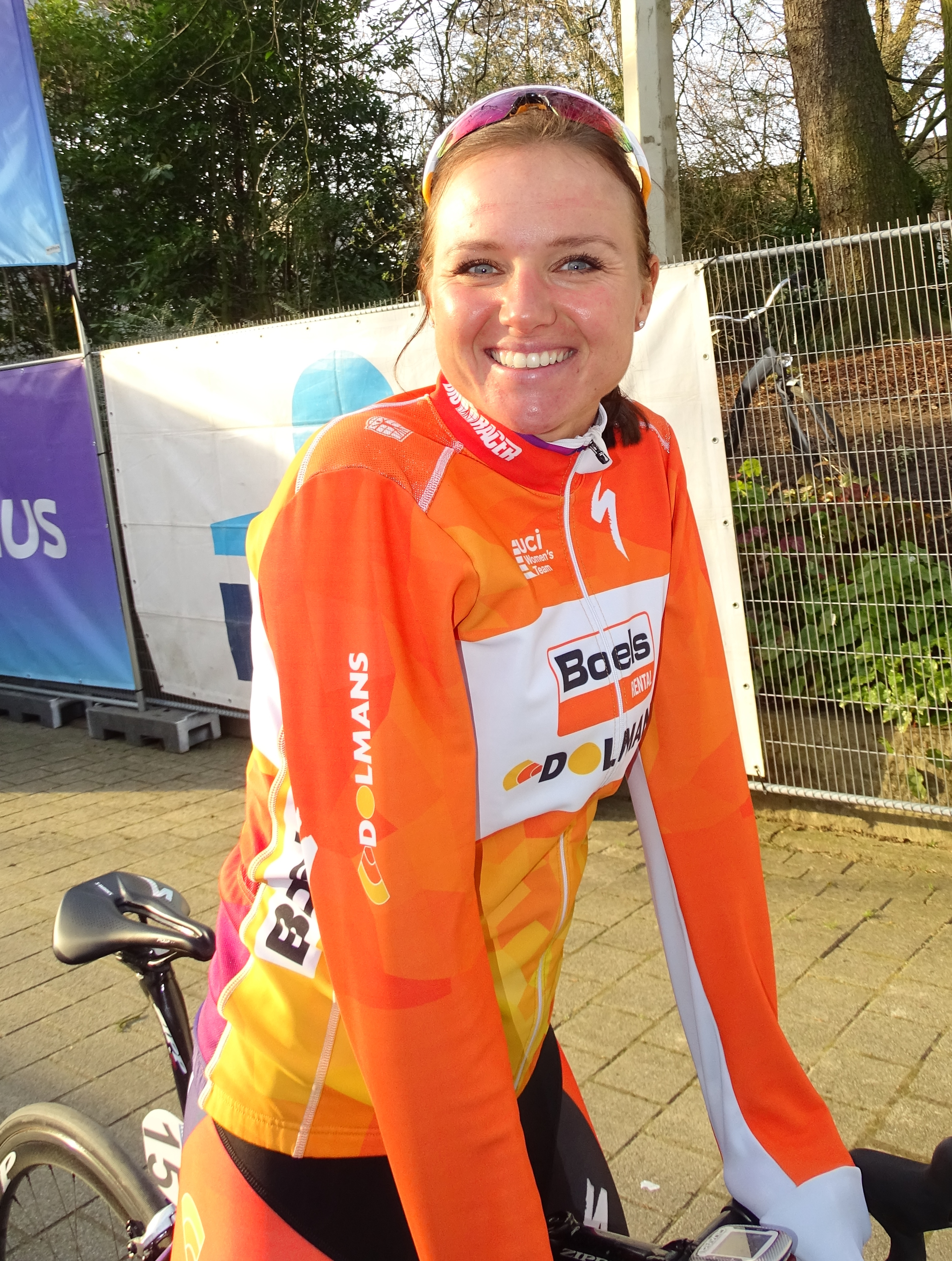
Chantal Blaak remporte le Tour de Drenthe et Gand-Wevelgem, deux manches de l'UCI World Tour

Au Samyn des Dames, au bout de trente kilomètres, l'équipe provoque une bordure isolant définitivement une vingtaine de coureuses, dont les cinq membres la formation. Dans les circuits finals, les secteurs pavés sont parcourus à un haut rythme. La chute de Shelley Olds dans l'un d'eux à huit kilomètres de l'arrivée sépare huit athlètes du reste du groupe dont Nikki Harris, Chantal Blaak, Demi de Jong et Christine Majerus. Emma Johansson produit une nouvelle accélération pour se détacher avec Chantal Blaak. Cette dernière tente plusieurs fois sans succès de se détacher, sans succès. La victoire se joue au sprint et la Néerlandaise se montre la plus rapide,. Aux Strade Bianche, Nikki Harris attaque dans le troisième secteur de gravillon. À une trentaine de kilomètres de l'arrivée, Anna van der Breggen puis Katarzyna Niewiadoma, toutes deux de la formation Rabo Liv, attaquent tour à tour. Lizzie Armitstead suit les deux accélérations, la dernière s'avérant décisive. Emma Johansson rejoint les deux coureuses. La victoire se joue dans l'ascension finale dans les rues de Sienne. La Britannique se montre la plus rapide et prend donc la tête de l'UCI World Tour féminin. Megan Guarnier se classe par ailleurs sixième. Le même jour, Katarzyna Pawłowska devient championne du monde de la course aux points à Londres.
Le week-end suivant, au Tour de Drenthe, Chantal Blaak accélère dans le dernier secteur pavé situé à soixante-et-un kilomètres de l'arrivée. Elle est suivie par Gracie Elvin, Trixi Worrack et Anna van der Breggen. Les quatre coureuses se disputent la victoire et Chantaal Blaak se montre la plus rapide. Le lendemain, au Drentse 8, Megan Guarnier, Katarzyna Pawłowska et Christine Majerus font partie de l'échappée de treize coureuses qui se détachent dans le mont VAM. Au sprint, cette dernière se classe deuxième. Au Trofeo Alfredo Binda-Comune di Cittiglio, à vingt-cinq kilomètres de l'arrivée, dans la montée vers Orino, un groupe de huit coureuses se détache. Il est composé d'Elizabeth Armitstead, Megan Guarnier, Anna van der Breggen, Katarzyna Niewiadoma, Emma Johansson, Annemiek van Vleuten , Alena Amialiusik et Jolanda Neff. Il prend rapidement un avantage de plus d'une minute sur ses poursuivantes. Jolanda Neff attaque ensuite à Cuvio. Dans l'ultime ascension vers Orino, Elizabeth Armitstead a du mal à suivre et perd du terrain. Elle revient sur le groupe au sommet et profite de l'effet de surprise pour attaquer aussitôt. Elle reprend la Suissesse à trois kilomètres de l'arrivée et la surclasse au sprint. Le groupe des poursuivantes rattrape Jolanda Neff dans l'emballage final. Megan Guarnier est donc deuxième et la Suissesse troisième. À Gand-Wevelgem, le peloton se scinde en deux avant la première ascension du mont Kemmel. Celle-ci effectue une sélection, un groupe de vingt-sept coureuses se trouve en tête. L'intégralité de l'équipe Boels Dolmans y est représentée. À trente kilomètres de l'arrivée, Lizzie Armitstead attaque deux fois en suivant. Chantal Blaak contre immédiatement et crée un écart. Elle gagne la course avec plus d'une minute d'avance.

### Avril

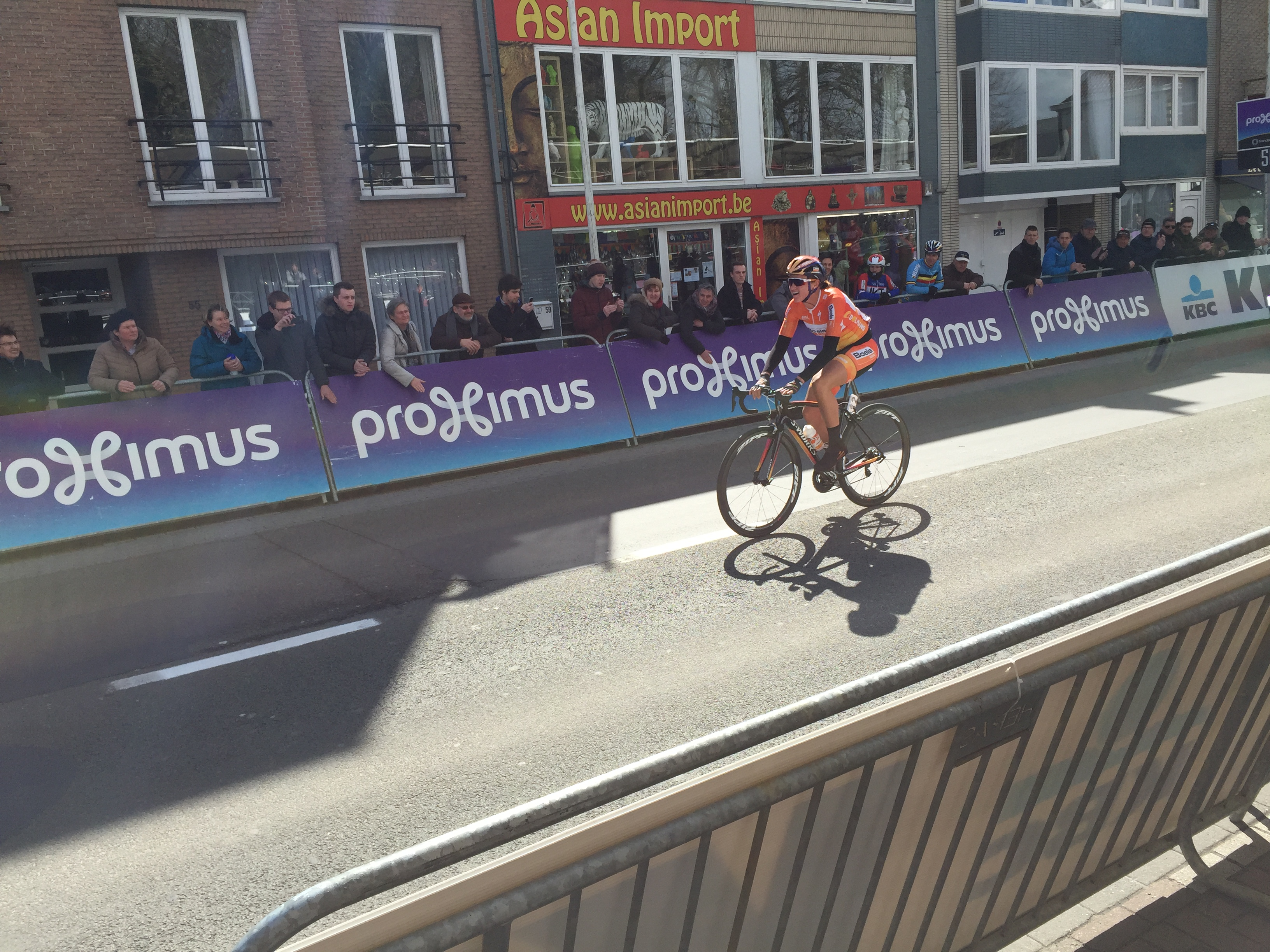
Chantal Blaak arrivant seule sur la ligne d'arrivée de Gand-Wevelgem

Au Tour des Flandres, sur le Kanarieberg, Megan Guarnier et Pauline Ferrand-Prévot hausse le rythme et font la sélection. Au sommet, seule une vingtaine de coureuses sont encore en tête. Ellen van Dijk maintient une cadence élevée sur les pentes du vieux Quaremont. Sur le replat suivant l'ascension, Emma Johansson place une accélération décisive suivie seulement par Elizabeth Armitstead. La Britannique réalise la majorité des relais jusqu'à l'arrivée où elle devance néanmoins la Suédoise d'une demi-roue. Chantal Blaak gagne le sprint du groupe des poursuivantes suivies par Megan Guarnier, Ellen van Dijk est sixième. Sur l'Energiewacht Tour, l'équipe remporte le contre-la-montre par équipes inaugural. Ellen van Dijk revêt le maillot de leader du classement général. Le lendemain, un groupe de douze favorites prend plus trois minutes d'avance sur le peloton. Chantal Blaak se montre la plus rapide au sprint et s'empare de la tête du classement général par le jeu des bonifications, Ellen van Dijk étant troisième. Chantal Blaak se classe ensuite deuxième du secteur de la quatrième étape au sprint derrière Kirsten Wild. L'après-midi, Ellen van Dijk domine le contre-la-montre individuel en ayant vingt-deux secondes d'avance sur Annemiek van Vleuten et quarante-sept sur Lisa Brennauer en seulement un peu plus de treize kilomètres. Elle repasse en tête du classement général. Le dimanche, Christine Majerus termine troisième du sprint final. Ellen van Dijk remporte donc l'épreuve. Romy Kasper endosse le maillot des sprints. La formation gagne le classement de la meilleure équipe.

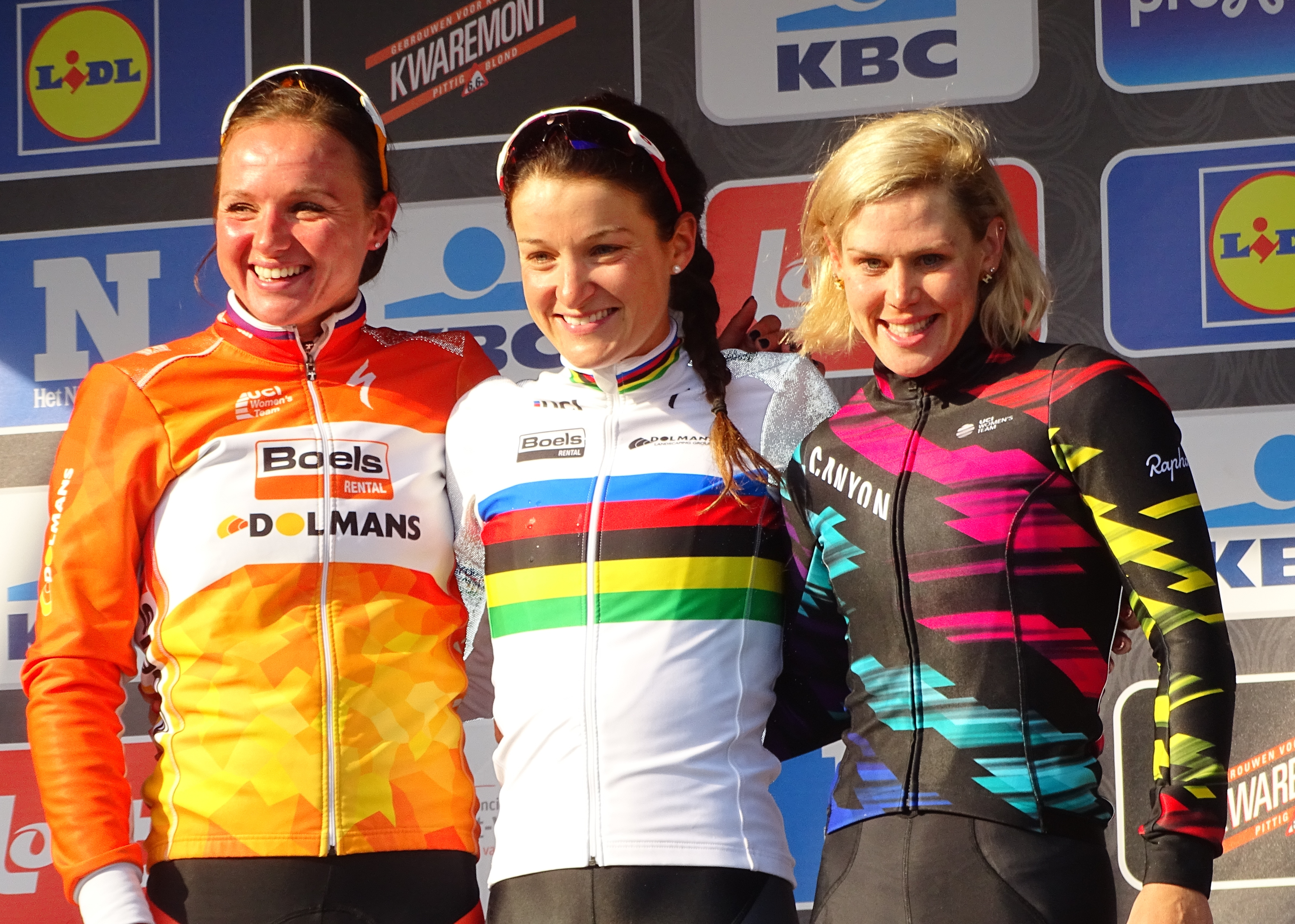
Lizzie Armitstead remporte quatre épreuves de l'UCI World Tour dont le Tour des Flandres (au centre, photo Het Nieuwsblad)

L'équipe participe à l'Emakumeen Saria et à l'Emakumeen Euskal Bira dans le Pays basque. Sur la première épreuve, Megan Guarnier s'échappe avec Elisa Longo Borghini, puis la devance au sprint. Sur la deuxième, Evelyn Stevens est quatrième du prologue, Katarzyna Pawłowska sixième et Megan Guarnier neuvième. Le lendemain, l'équipe ne suit pas Emma Johansson et Carmen Small. Katarzyna Pawłowska est de nouveau sixième. Sur la difficile deuxième étape, Megan Guarnier termine deuxième juste derrière Emma Johansson et remonte à la même place au classement général. Evelyn Stevens est septième. Sur le sprint massif de la troisième étape, Megan Guarnier finit cinquième. Sur la dernière étape, un groupe d'échappée dangereux au classement général se forme sur la fin du parcours, obligeant la formation Wiggle High5 à travailler. Au sprint, Megan Guarnier se montre la plus rapide. Elle est deuxième de l'épreuve, Evelyn Stevens huitième.
À la Flèche wallonne, sept athlètes se détachent dans la côte de Cherave : Anna van der  Breggen, Katarzyna Niewiadoma, Evelyn Stevens, Megan Guarnier, Elisa Longo Borghini, Alena Amialiusik et Katrin Garfoot. Sur le replat, la première place une accélération. Elle est marquée par Evelyn Stevens. Elles arrivent au pieds du mur de Huy avec vingt secondes d'avance sur les cinq autres femmes. Dans l'ascension, la Néerlandaise décroche à trois reprises l'Américaine, mais cette dernière parvient toujours à revenir dans le sillage. Toutefois, quand Anna van der Breggen prend pour la quatrième fois un avantage, il est décisif. Elle remporte donc pour la deuxième fois consécutive la Flèche wallonne devant Evelyn Stevens. Megan Guarnier vient compléter le podium,.
Au Dwars door de Westhoek, Christine Majerus et Demi de Jong font partie du groupe de dix favorites qui se dispute la victoire. Sur les pavés de l'arrivée, la Luxembourgeois se montre la plus rapide. Au Festival luxembourgeois du cyclisme féminin Elsy Jacobs, Ellen van Dijk se classe troisième du prologue. Le lendemain, Amalie Dideriksen finit deuxième du sprint massif derrière Lotta Lepistö. Sur la dernière étape, Christine Majerus fait partie de l'échappée de dix coureuses qui prend une grande avance et finit troisième. Elle est septième du classement général final.

### Mai

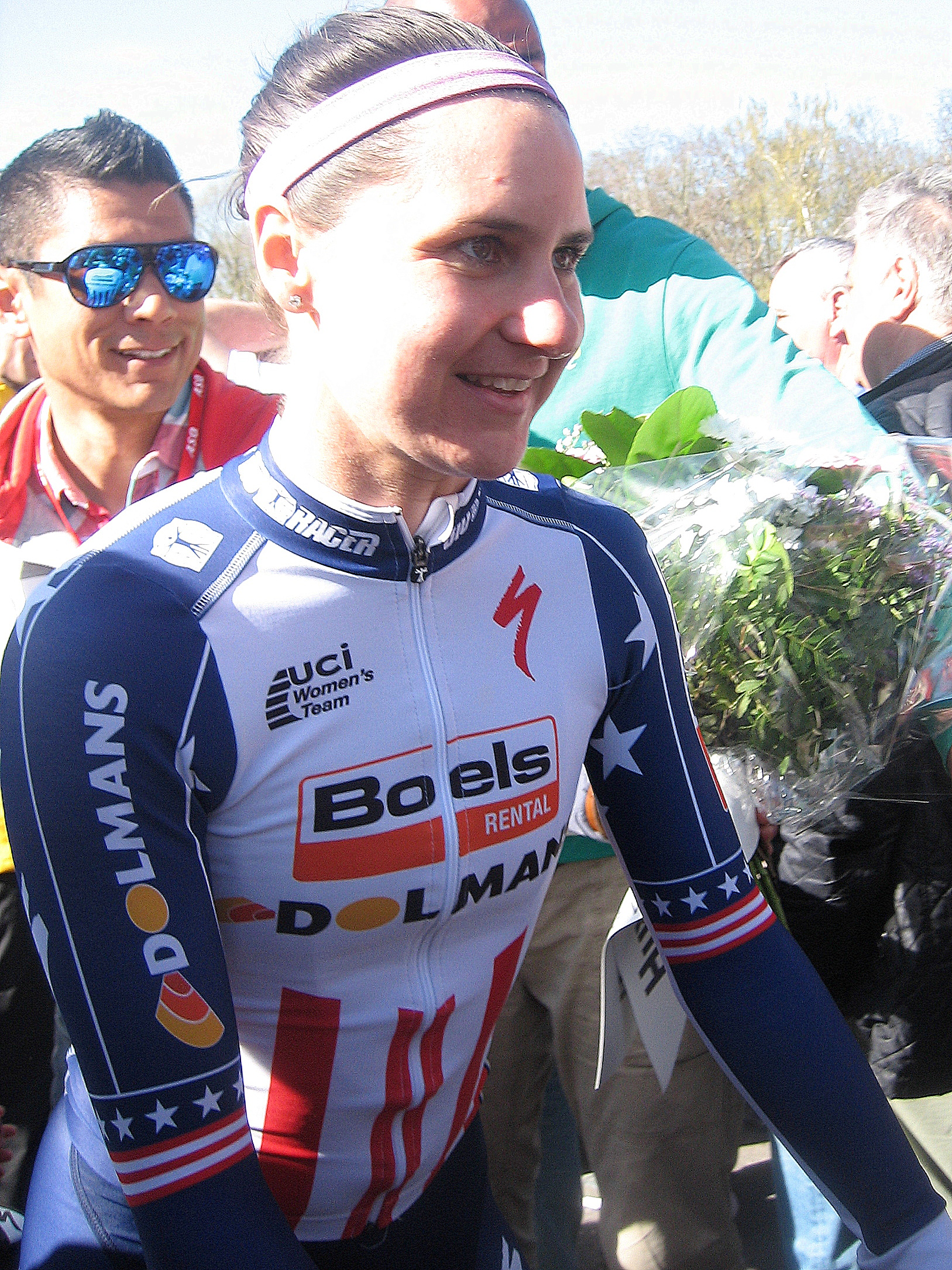
Megan Guarnier gagne en en quelques semaines le Tour de Californie, le titre de championne des États-Unis puis la Philadelphia Cycling Classic

Au Tour de Californie, Megan Guarnier remporte la première étape en se montrant la plus rapide dans l'ascension finale. Evelyn Stevens est quatrième. Le lendemain, la formation Boels Dolmans termine deuxième du contre-la-montre par équipes, six secondes derrière l'équipe Twenty16-Ridebiker. Megan Guarnier conserve ainsi son maillot de leader tandis qu'Evelyn Stevens remonte à la troisième place du classement général. L'équipe contrôle ensuite les deux dernières étapes. Le classement général ne change plus. Megan Guarnier gagne également le classement par points de l'épreuve. 
Megan Guarnier remporte ensuite le championnat des États-Unis sur route en devançant au sprint un peloton très éparpillé.

### Juin
À la Philadelphia Cycling Classic, la course se décide dans la dernière ascension du mur de Manayunk. Karol-Ann Canuel emmène Megan Guarnier qui se trouve seule à mener encore loin de la ligne. Elisa Longo Borghini et Alena Amialiusik sont les seules à parvenir à suivre dans un premier temps avant de devoir céder face à la championne américaine à environ cent cinquante mètres de l'arrivée. Evelyn Stevens est quatrième. Au Diamond Tour, Christine Majerus termine deuxième du sprint massif.
Au Women's Tour, la première étape se joue au sprint massif. Christine Majerus se montre la plus véloce et devient la première leader de l'épreuve. Le lendemain, elle est cinquième du sprint, mais se fait déposséder de son maillot jaune par Marianne Vos. Sur la troisième étape, Chantal Blaak fait partie du groupe de onze échappées qui compte jusqu'à deux minutes d'avance. Dans le deuxième prix de la montagne trois favorites accélèrent : Lizzie Armitstead, Ashleigh Moolman et Elisa Longo Borghini. Elles reviennent immédiatement sur la tête de la course. À quinze kilomètres de l'arrivée, la championne du monde attaque de nouveau, suivie par la Sud-Africaine. Elisa Longo Borghini et Amanda Spratt partent à leur chasse et les rejoignent. Dans le sprint sur secteur pavé, Lizzie Armitstead devance Ashleigh Moolman et Elisa Longo Borghini. Marianne Vos arrive trente-six secondes plus tard et perd son maillot jaune au profit de la Britannique. Le lendemain, Lizzie Armitstead, Ashleigh Moolman et Elisa Longo Borghini attaquent dans la deuxième ascension de la journée. Elles sont bientôt rejointes par Emma Johansson. La coopération n'est pas bonne et Lizzie Armitstead accélère puis attaque seule mais se fait reprendre. Derrière, un groupe de poursuite de douze coureuses dont Marianne Vos et Lisa Brennauer revient à une vingtaine de secondes de la tête de course. La jonction s'opère finalement à cinq cents mètres de l'arrivée. Au sprint, la Britannique est sixième. La dernière étape n'apporte pas de modification au classement général. Lizzie Armitstead remporte donc l'épreuve ainsi que le classement de la meilleure Britannique.
Lors des championnats nationaux, Christine Majerus elle conserve ses titres sur route et en contre-la-montre au Luxembourg. Sur l'épreuve en ligne, elle attaque de loin afin de ne laisser aucune chance à ses adversaires.

### Juillet
Au Tour d'Italie, Megan Guarnier et Evelyn Stevens prennent le départ de la course avec le statut de favorites,. Sur le prologue, la première se classe quatrième, la seconde dixième. Le lendemain, les deux suivent l'attaque d'Elisa Longo Borghini et de Katarzyna Niewiadoma bientôt rejointe par cinq autres coureuses. Au sprint, Megan Guarnier est battue par Giorgia Bronzini. Elle s'empare néanmoins des maillots rose et cyclamen. Le final escarpé de la deuxième étape est mis à profit par Evelyn Stevens, qui s'impose devant Elisa Longo Borghini. Megan Guarnier se fait légèrement décrocher et perd sa première place au classement général aux dépens de sa coéquipière. Les deux étapes suivantes se disputent au sprint et n'apportent pas de changements au classement général. La cinquième étape comporte l'ascension du col du Mortirolo. Dans ses pentes, Mara Abbott puis Emma Pooley accélèrent. La première passe au sommet avec deux minutes d'écart sur Emma Pooley et quatre sur Evelyn Stevens. Toutefois, la première chute et perd une grande partie de son avantage, la seconde, piètre descendeuse, se fait rejoindre par le groupe de Megan Guarnier. À l'arrivée, l'Américaine est quatrième de l'étape et deuxième du classement général. Evelyn Stevens perd du temps dans la descente et concède deux minutes à Mara Abbott qui devient la nouvelle leader de la course,. Le lendemain, Katarzyna Niewiadoma attaque lors de l'ascension du Passo Caprauna. Elle est prise en chasse par Mara Abbott accompagnée d'Evelyn Stevens. La jonction s'opère sur les pentes du col. Derrière la poursuite s'organise. L'écart monte à deux minutes trente à quatre-vingt kilomètres de l'arrivée. Toutefois les trois coureuses sont reprises peu avant l'ultime ascension. Le groupe de tête est alors constitué de onze coureuses dont Megan Guarnier, Evelyn Stevens, Karol-Ann Canuel et Elizabethd Armitstead. Dans la montée vers le sanctuaire Mara Abbott multiplie les accélérations, mais n'a pas de succès. Anna van der Breggen attaque plus loin et n'est suivie que par Megan Guarnier. Evelyn Stevens revient et contre les deux coureuses. Megan Guarnier attaque ensuite Anna van der Breggen. Finalement, Evelyn Stevens remporte l'étape devant sa coéquipière. Au classement général, Megan Guarnier devient leader devant Mara Abbott et Evelyn Stevens,,. Sur le contre-la-montre, Evelyn Stevens, déjà vainqueur la veille, récidive en devançant Anna van der Breggen de trois secondes eet Elisa Longo Borghini de quatre. Evelyn Stevens dit avoir reconnu le parcours le matin et avoir tout donner dans l'ascension. Son soigneur l'a aidé en lui indiquant les virages dans la descente. Elle se sent prête pour les Jeux olympiques. Au classement général, Megan Guarnier conserve son maillot rose. Elle déclare que la course n'est pas terminé même si elle se trouve en bonne position pour remporter le Tour d'Italie. Evelyn Stevens remonte à la deuxième place à trente-quatre secondes,,,. La huitième étape se joue au sprint. Sur la dernière étape, les favorites se marquent et Megan Guarnier remporte ainsi son premier Tour d'Italie. Elle gagne également le classement par points. Evelyn Stevens est deuxième. Megan Guarnier est désormais quasiment assurée de remporter le classement final de l'UCI World Tour féminin.

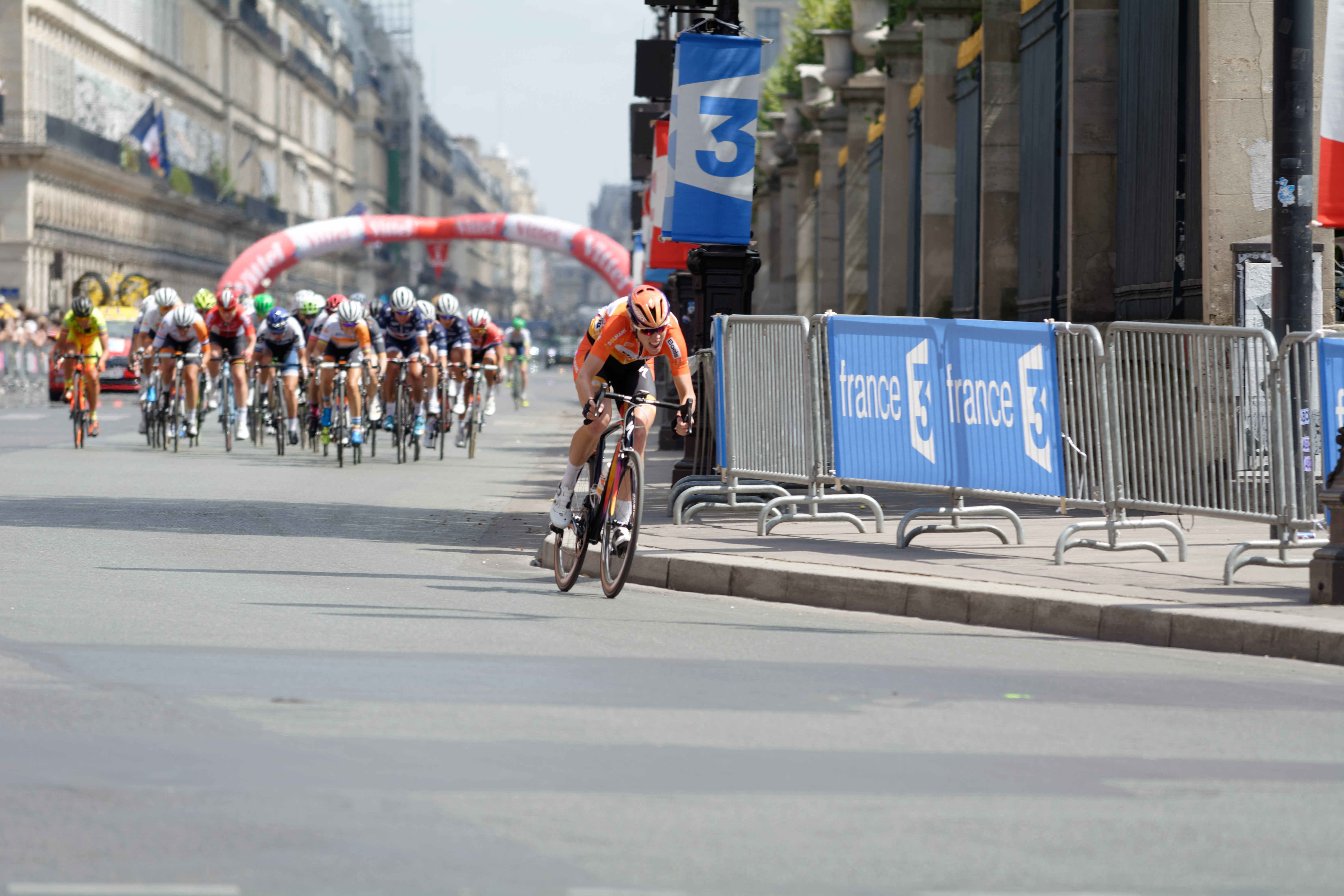
Ellen van Dijk tente sa chance dans les derniers hectomètres de La course by Le Tour de France

Sur le Tour de Thuringe, Ellen van Dijk se classe cinquième dans le sprint de la deuxième étape puis troisième dans celui de la troisième étape,,. Le lendemain, sur le contre-la-montre long de 19 km, elle creuse un écart de vingt-quatre secondes sur sa poursuivante Annemiek van Vleuten, pourtant championne des Pays-Bas de la spécialité. Ellen van Dijk s'empare de la tête du classement général. L'organisation lui inflige cependant une pénalité de vingt secondes pour avoir pris un raccourci sur le circuit par inadvertance . Peu inquiété le lendemain, elle perd son maillot sur la sixième étape, quand Elena Cecchini et Amanda Spratt creuse un écart de plus de quatre minutes sur le peloton. Elle se classe néanmoins septième de l'étape puis huitième le lendemain. Elle conclut ce Tour de Thuringe à la troisième place.
À la course by Le Tour de France, Ellen van Dijk produit une puissante attaque dans les derniers hectomètres mais le peloton la rattrape peu avant la ligne d'arrivée.

### Août

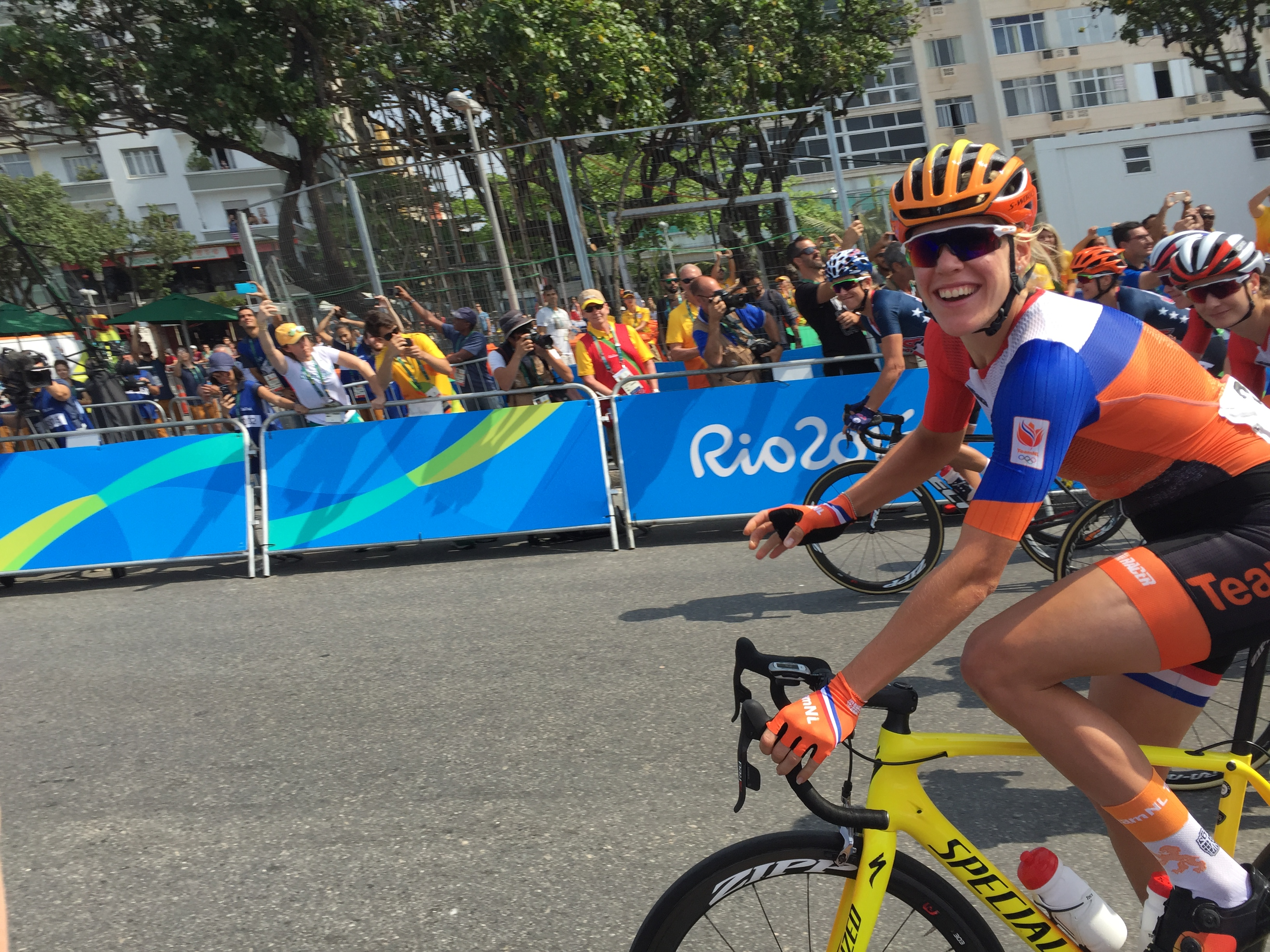
Ellen van Dijk sur la course en ligne olympique. Elle est quatrième du contre-la-montre olympique et deuxième de celui des championnats du monde

La préparation des Jeux olympiques de Rio est troublée par le passage devant le Tribunal Arbitral du Sport de Lizzie Armitstead à qui risque une suspension pour avoir manqué trois contrôles antidopage lors des douze derniers mois. Elle n'est finalement pas sanctionnée après avoir démontré que le contrôleur était responsable du premier contrôle manqué. Sur la course en ligne sept coureuses de la formation prennent le départ : Lizzie Armitstead (Grande-Bretagne), Nikki Harris (Grande-Bretagne), Megan Guarnier (États-Unis), Evelyn Stevens (États-Unis), Karol-Ann Canuel (Canada), Ellen van Dijk (Pays-Bas) et Rommy Kasper (Allemagne). Durant l'épreuve cette dernière attaque en début de course en poursuite de la Belge Lotte Kopecky , mais elle ne parvient pas à boucher l'écart. Ellen van Dijk, Trixi Worrack, Anna Plichta partent ensuite du peloton. Le groupe van Dijk reprend Lotte Kopecky, mais est immédiatement après repris par le peloton dans l'ascension du Grumari. Au pied du Joá Evelyn Stevens attaque, mais ne creuse pas d'écart. Dans la montée de la Vista China, Mara Abbott imprime un rythme très élevé qui élimine un par un ses adversaires dont Elizabeth Armitstead, Megan Guarnier et Evelyn Stevens. La Britannique reste proche des meilleures et sprint pour la cinquième place qu'elle empoche. Megan Guarnier est onzième, Evelyn Stevens douzième. Sur le contre-la-montre, Ellen van Dijk fait une bonne impression, mais sort de la route dans la première moitié du circuit et perd ainsi un temps précieux. Elle est finalement quatrième. Evelyn Stevens n'est pas en mesure de lutter pour une médaille et finit dixième. Karol-Ann Canuel est treizième.
Sur le contre-la-montre par équipes de l'Open de Suède Vårgårda la formation s'impose pour la première fois. L'équipe est composée de : Lizzie Armitstead, Chantal Blaak, Karol-Ann Canuel, Ellen van Dijk, Katarzyna Pawłowska et Evelyn Stevens. Lors de la course en ligne, un groupe de neuf coureuses avec les principales équipes représentées part à mi-course. Il est constitué de : Emilia Fahlin, Amy Pieters, Chantal Blaak, Lotta Lepistö, Maria Giulia Confalonieri, Hannah Barnes, Amanda Spratt , Julia Soek et Shara Gillow. Même si l'avance de cette échappée ne dépasse jamais deux minutes, la poursuite ne s'organisant pas, elle se dispute la victoire. Emilia Fahlin anticipe le sprint et s'impose seule. Derrière Lotta Lepistö devance Chantal Blaak et Amy Pieters.

### Septembre
Le Boels Ladies Tour, parrainé par la même entreprise que l'équipe, permet à celle-ci de se mettre en évidence. Amalie Dideriksen gagne le sprint de la première étape. Le lendemain, la formation domine le contre-la-montre par équipes. La troisième étape est plus vallonnée. Dans le final en montée, Chantal Blaak prend la troisième place et la tête du classement général. Sur la difficile dernière étape, Elizabeth Armitstead fait partie d'un groupe de huit échappées. Une partie du peloton revient plus tard sur la tête. La victoire se joue dans la dernière ascension du Cauberg. Katarzyna Niewiadoma y devance Ellen van Dijk. Chantal Blaak passe la ligne deux secondes après Ellen van Dijk et conserve ainsi sa première place au classement général. Ellen van Dijk est deuxième, Karol-Ann Canuel quatrième.
Au même moment, Katarzyna Pawłowska gagne les première et deuxième étapes du Tour de l'Ardèche au sprint,.
Mi-septembre, elle remporte le championnat d'Europe du contre-la-montre devant sa compatriote Anna van der Breggen.

### Octobre

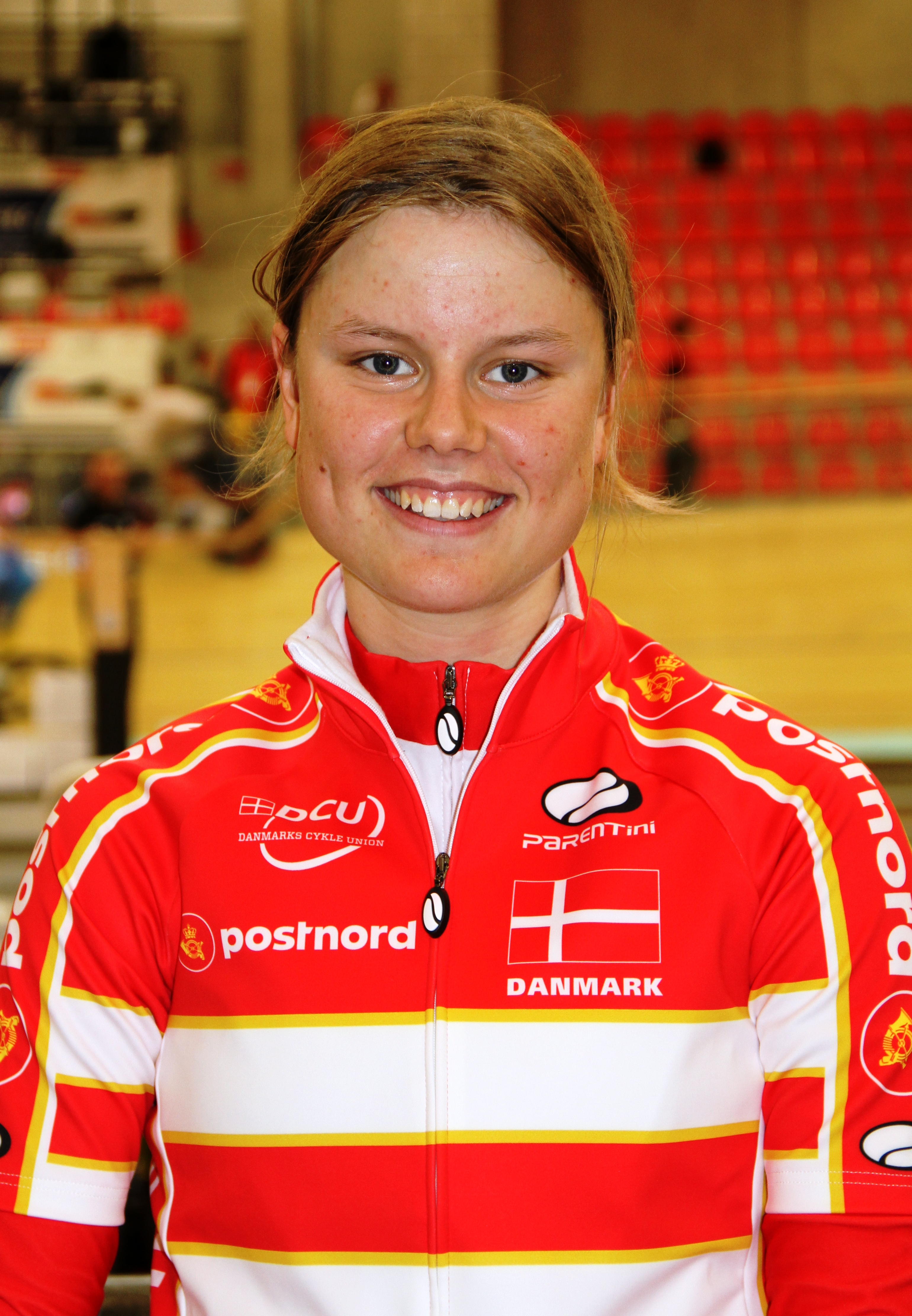
Amalie Dideriksen devient championne du monde sur route à 20 ans

Aux championnats du monde, la formation détrône Canyon-SRAM sur le contre-la-montre par équipes en réalisant un départ plus lent mais en accélérant progressivement. La composition de l'équipe est : Chantal Blaak, Karol-Ann Canuel, Elizabeth Deignan, Christine Majeurs, Evelyn Stevens et Ellen van Dijk. Sur le contre-la-montre individuel, Ellen van Dijk passe au deuxième pointage intermédiaire en tête pour cinq secondes mais faiblit sur la fin du parcours. Elle doit se contenter de la médaille d'argent derrière Amber Neben. Elle dit avoir tout donné, mais est très déçue par cette médaille d'argent. Katarzyna Pawlowska est neuvième et Karol-Ann Canuel est dix-neuvième. Sur l'épreuve en ligne, pas moins de neuf coureuses de l'équipe prennent le départ : Chantal Blaak, Karol-Ann Canuel Lizzie Deignan, Christine Majerus, Ellen van Dijk, Katarzyna Pawłowska, Amalie Dideriksen, Romy Kasper et Megan Guarnier. La course se conclut par un sprint où Amalie Dideriksen s'impose devant Kirsten Wild. Lizzie Deignan est quatrième, Christine Majerus quinzième.

## Bilan de la saison
L'équipe domine la saison 2016. Sur le plan collectif, elle remporte le classement UCI, le classement de l'UCI World Tour et le championnat du monde du contre-la-montre par équipes. Ses membres gagnent neuf des quinze épreuves de l'UCI World Tour, dont le Tour des Flandres et le Tour d'Italie. Au total, plus de trente-cinq victoires[réf. souhaitée]. Sur le plan individuel, Amalie Dideriksen gagne le championnat du monde sur route. Evelyn Stevens devient détentrice du record de l'heure pour son ultime saison professionnelle. Lizzie Armitstead domine les classiques de printemps. Megan Guarnier termine la saison à la première place de l'UCI World Tour et du classement UCI. Elle est élue coureuse de l'année par le site cyclingtips en ballotage avec Lizzie Armitstead, Anna van der Breggen et Evelyn Stevens. Seuls les Jeux olympiques font figure de déception, aucune membre de l'équipe n'obtenant de médaille,.

### Victoires

#### Sur route
| Date          | Course                                                   | Pays        | Classe | Vainqueur           |
| ------------- | -------------------------------------------------------- | ----------- | ------ | ------------------- |
| 4 février     | 3e étape du Tour du Qatar                                | Qatar       | 2.1    | Ellen van Dijk      |
| 27 février    | Circuit Het Nieuwsblad                                   | Belgique    | 1.1    | Lizzie Armitstead   |
| 2 mars        | Le Samyn des Dames                                       | Belgique    | 1.2    | Chantal Blaak       |
| 5 mars        | Strade Bianche                                           | Italie      | 1.WWT  | Lizzie Armitstead   |
| 12 mars       | Tour de Drenthe                                          | Pays-Bas    | 1.WWT  | Chantal Blaak       |
| 20 mars       | Trofeo Alfredo Binda-Comune di Cittiglio                 | Italie      | 1.WWT  | Lizzie Armitstead   |
| 27 mars       | Gand-Wevelgem                                            | Belgique    | 1.WWT  | Chantal Blaak       |
| 3 avril       | Tour des Flandres                                        | Belgique    | 1.WWT  | Lizzie Armitstead   |
| 6 avril       | 1re étape de l'Energiewacht Tour                         | Pays-Bas    | 2.2    | Boels Dolmans       |
| 7 avril       | 2e étape de l'Energiewacht Tour                          | Pays-Bas    | 2.2    | Chantal Blaak       |
| 9 avril       | 4e étape secteur b de l'Energiewacht Tour                | Pays-Bas    | 2.2    | Ellen van Dijk      |
| 10 avril      | Energiewacht Tour                                        | Pays-Bas    | 2.2    | Ellen van Dijk      |
| 12 avril      | Emakumeen Saria                                          | Espagne     | 1.2    | Megan Guarnier      |
| 17 avril      | 4e étape de l'Emakumeen Euskal Bira                      | Espagne     | 2.1    | Megan Guarnier      |
| 24 avril      | Dwars door de Westhoek                                   | Belgique    | 1.1    | Christine Majerus   |
| 19 mai        | 1re étape du Tour de Californie                          | États-Unis  | 2.WWT  | Megan Guarnier      |
| 22 mai        | Tour de Californie                                       | États-Unis  | 2.WWT  | Megan Guarnier      |
| 27 mai        | La Classique Morbihan                                    | France      | 1.1    | Christine Majerus   |
| 27 mai        | Boels Rental Hills Classic                               | Pays-Bas    | 1.1    | Lizzie Armitstead   |
| 28 mai        | Championnats des États-Unis sur route                    | États-Unis  | CN     | Megan Guarnier      |
| 5 juin        | Philadelphia Cycling Classic                             | États-Unis  | 1.WWT  | Megan Guarnier      |
| 15 juin       | 1re étape de The Women's Tour                            | Royaume-Uni | 2.WWT  | Christine Majerus   |
| 17 juin       | 3e étape de The Women's Tour                             | Royaume-Uni | 2.WWT  | Lizzie Armitstead   |
| 19 juin       | The Women's Tour                                         | Royaume-Uni | 2.WWT  | Lizzie Armitstead   |
| 24 juin       | Championnats du Luxembourg du contre-la-montre           | Luxembourg  | CN     | Christine Majerus   |
| 25 juin       | Championnats du Luxembourg sur route                     | Luxembourg  | CN     | Christine Majerus   |
| 3 juillet     | 2e étape du Tour d'Italie                                | Italie      | 2.WWT  | Evelyn Stevens      |
| 7 juillet     | 6e étape du Tour d'Italie                                | Italie      | 2.WWT  | Evelyn Stevens      |
| 8 juillet     | 7e étape du Tour d'Italie                                | Italie      | 2.WWT  | Evelyn Stevens      |
| 10 juillet    | Tour d'Italie                                            | Italie      | 2.WWT  | Megan Guarnier      |
| 18 juillet    | 4e étape du Tour de Thuringe                             | Allemagne   | 2.1    | Ellen van Dijk      |
| 19 août       | Contre-la-montre par équipes de l'Open de Suède Vårgårda | Suède       | 1.WWT  | Boels-Dolmans       |
| 30 août       | 1re étape du Boels Ladies Tour                           | Pays-Bas    | 2.1    | Amalie Dideriksen   |
| 31 août       | 2e étape du Boels Ladies Tour                            | Pays-Bas    | 2.1    | Boels-Dolmans       |
| 1er septembre | 1re étape du Tour de l'Ardèche                           | France      | 2.2    | Katarzyna Pawłowska |
| 2 septembre   | 2e étape du Tour de l'Ardèche                            | France      | 2.2    | Katarzyna Pawłowska |
| 4 septembre   | Boels Ladies Tour                                        | Pays-Bas    | 2.1    | Chantal Blaak       |
| 9 octobre     | Championnat du monde contre-la-montre par équipe         | Qatar       | CM     | Boels Dolmans       |
| 15 octobre    | Championnats du monde sur route                          |             | CM     | Amalie Dideriksen   |

#### En cyclo-cross
| Date       | Course                                         | Pays        | Classe | Vainqueur         |
| ---------- | ---------------------------------------------- | ----------- | ------ | ----------------- |
| 10 janvier | Championnats de Grande-Bretagne de cyclo-cross | Royaume-Uni | CN     | Nikki Harris      |
| 10 janvier | Championnats du Luxembourg de cyclo-cross      | Luxembourg  | CN     | Christine Majerus |

#### Sur piste
| Date   | Course                                       | Pays        | Classe | Vainqueur           |
| ------ | -------------------------------------------- | ----------- | ------ | ------------------- |
| 5 mars | Championnat du monde de la course aux points | Royaume-Uni | CM     | Katarzyna Pawłowska |

### Résultats sur les courses majeures

#### World Tour
| Date         | #  | Course                                   | Pays            | Meilleure classée | Classement |
| ------------ | -- | ---------------------------------------- | --------------- | ----------------- | ---------- |
| 5 mars       | 1  | Strade Bianche                           | Italie          | Lizzie Armitstead | Vainqueur  |
| 12 mars      | 2  | Tour de Drenthe                          | Pays-Bas        | Chantal Blaak     | Vainqueur  |
| 20 mars      | 3  | Trofeo Alfredo Binda-Comune di Cittiglio | Italie          | Lizzie Armitstead | Vainqueur  |
| 27 mars      | 4  | Gand-Wevelgem                            | Belgique        | Chantal Blaak     | Vainqueur  |
| 3 avril      | 5  | Tour des Flandres                        | Belgique        | Lizzie Armitstead | Vainqueur  |
| 20 avril     | 6  | Flèche wallonne                          | Belgique        | Evelyn Stevens    | 2e         |
| 6-8 mai      | 7  | Tour de l'île de Chongming               | Chine           | -                 | -          |
| 19-22 mai    | 8  | Tour de Californie                       | États-Unis      | Megan Guarnier    | Vainqueur  |
| 5 juin       | 9  | Philadelphia Cycling Classic             | États-Unis      | Megan Guarnier    | Vainqueur  |
| 15-19 juin   | 10 | The Women's Tour                         | Grande-Bretagne | Lizzie Armitstead | Vainqueur  |
| 1-10 juillet | 11 | Tour d'Italie                            | Italie          | Megan Guarnier    | Vainqueur  |
| 24 juillet   | 12 | La course by Le Tour de France           | France          | Chantal Blaak     | 23e        |
| 6-8 mai      | 13 | RideLondon-Classique                     | Grande-Bretagne | -                 | -          |
| 19 août      | 14 | Open de Suède Vårgårda TTT               | Suède           | Boels-Dolmans     | Vainqueur  |
| 21 août      | 15 | Open de Suède Vårgårda                   | Suède           | Chantal Blaak     | 3e         |
| 27 août      | 16 | Grand Prix de Plouay                     | France          | Megan Guarnier    | 5e         |
| 11 septembre | 17 | La Madrid Challenge by La Vuelta         | Espagne         | Chantal Blaak     | 4e         |

La formation Boels Dolmans remporte le classement par équipes de la compétition. Megan Guarnier remporte le classement individuel, Elizabeth Armitstead est troisième, Chantal Blaak quatrième et Evelyn Stevens sixième.

#### Grand tour
| Grand tour            | Tour d'Italie                                   |
| --------------------- | ----------------------------------------------- |
| Coureuse (classement) | Megan Guarnier (Vainqueur)                      |
| Accessits             | 3 victoires d'étape et le classement par points |

## Classement mondial
| Rang | Coureuse            | Points |
| ---- | ------------------- | ------ |
| 1    | Megan Guarnier      | 1186   |
| 6    | Lizzie Deignan      | 959    |
| 9    | Chantal Blaak       | 836    |
| 10   | Ellen van Dijk      | 737    |
| 15   | Evelyn Stevens      | 611    |
| 19   | Christine Majerus   | 532    |
| 42   | Amalie Dideriksen   | 299    |
| 66   | Karol-Ann Canuel    | 179    |
| 77   | Katarzyna Pawłowska | 145    |
| 94   | Romy Kasper         | 115    |
| 141  | Demi De Jong        | 58     |

Boels Dolmans est première au classement par équipes.